# Buprestis octoguttata
Осмотачкасти красац (лат. Buprestis octoguttata) је инсект из реда тврдокрилаца (Coleoptera) и фамилије красаца (Buprestidae). Припада потфамилији Buprestinae.

## Распрострањење и станиште
Осмотачкасти красац је распрострањен у највећем делу Европе, на Кавказу, у Сибиру и северној Африци. На северу ареала, подручје дистрибуције се протеже до Данске, централне Шведске, јужне Норвешке и јужне Финске. Не живи на Британским острвима. У Србији се може наћи спорадично. Настањује борове или смрчеве шуме. Главни фактори угрожавања B. octoguttata су сеча и крчење шума, пошумљавање монокултурама или алохтоним врстама и коришћење различитих биоцида у шумама. 

## Опис
Осмотачкасти красац је дугaчак 9—15 mm. Тело је равно и сјајно (сл. 1, 3). Леђна страна тела је тамно плаве боје, метално сјајна. На покрилцима се налази осам жутих пега, по чему је врста и добила назив B. octoguttata (осмотачкасти). Због свог изгледа, веома је слична деветотачкастом красцу (лат. Buprestis novemmaculata). На покрилцима се уочавају уздужни паралелни неправилни гребени. Трбушна страна тела је исте боје као и леђа, са бројним жутим пегама (сл. 2). Бочне стране пронотума су жуте боје. Глава је ужа од пронотума. Ширина главе је дупло већа од дужине. На глави се налазе веома крупне очи, бочно постављене. На глави се у теменом делу, између очију, уочавају две жуте пеге. Такође, жуте пеге су присутне и на мандибулама. Ларва B. octoguttata је беле боје, без ногу.

## Биологија и развиће
Имага осмотачкастог красца могу да лете и активна су од средине јуна до средине септембра, док су најбројнија у јулу и августу. Током топлих сунчаних дана примећују се углавном на пањевима или срушеним стаблима бора или смрче, a током поподнева се могу уочити и на гранама и четинама бора или смрче. Женка полаже јаја у пукотине коре дрвета или пањева бора (Pinus sp.) или смрче (Picea sp.). Ларве се најчешће развијају испод коре мртвих или трулих стаблима, а посебно у корењу и пањевима бора. Развиће ларви траје 2—3 године. Ларве се улуткавају током маја и јуна, најчешће испод коре биљке домаћина.  

## Галерија
- Слика 1. Изглед леђне стране тела
- Слика 2. Изглед трбушне стране тела
- Слика 3. Бочна страна тела